# Musetta (nome)
Musetta  è un nome proprio di persona italiano femminile.

## Origine e diffusione

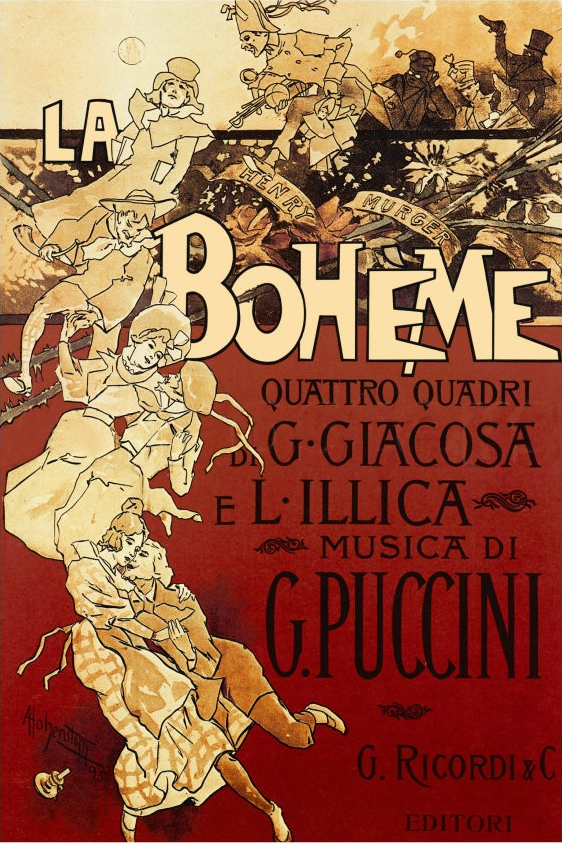
Locandina del 1896 de La bohème

È un nome di tradizione teatrale, ripreso dal francese Musette, un personaggio dell'opera lirica La bohème di Giacomo Puccini (1896), tratta al romanzo di Henri Murger Scènes de la vie de bohème. Verosimilmente Murger coniò il nome ispirandosi alla musette, la fisarmonica (etimologicamente dal francese muser, "fare musica", in ultimo dal latino musum, "muso", "bocca").
È diffuso principalmente in Toscana.

## Onomastico
Il nome è adespoto non essendoci sante che gli corrispondano. L'onomastico può essere festeggiato il 1º novembre per la festa di Ognissanti.

## Persone
- Musetta Vander, attrice sudafricana

## Il nome nelle arti
- Musetta è un personaggio del romanzo Cronache di poveri amanti di Vasco Pratolini.
- Musetta, amica di Mimì, è uno dei personaggi del romanzo di Henri Murger Scènes de la vie de bohème (1851). Da questo libro furono tratte le opere liriche La bohème di Giacomo Puccini (1896), scritta su libretto di Giuseppe Giacosa e Luigi Illica, e La bohème di Ruggero Leoncavallo (1897). Numerosi sono anche i film tratti dalla stessa storia.
- Musetta alla conquista di Parigi è un film d'animazione musicale del 1962 diretto da Abe Levitow